# Good Spirit Lake Provincial Park
Good Spirit Lake Provincial Park är en park i Kanada.   Den ligger i provinsen Saskatchewan, i den sydöstra delen av landet, 2 100 km väster om huvudstaden Ottawa. Good Spirit Lake Provincial Park ligger 493 meter över havet. Den ligger vid sjön Good Spirit Lake.
Terrängen runt Good Spirit Lake Provincial Park är mycket platt, och sluttar österut. Trakten runt Good Spirit Lake Provincial Park är nära nog obefolkad, med mindre än två invånare per kvadratkilometer.. Närmaste större samhälle är Springside, 19,6 km söder om Good Spirit Lake Provincial Park.
Omgivningarna runt Good Spirit Lake Provincial Park är en mosaik av jordbruksmark och naturlig växtlighet.